# Bromur de ferro(II)
El bromur de ferro(II) és el compost químic de fórmula FeBr₂. És un sòlid de color marronós útil com intermedi en la síntesi química; per exemple per insertar Fe(II) dins les porfirines.
Com la majoria dels halurs metàl·lics el FeBr₂ adopta una estructura polimèrica. Cristal·litza amb l'estructura CdI₂.

## Síntesi
El FeBr₂ es sintetitza usant una solució de metanol de l'àcid hidrobròmic concentrat.
No es pot formar per la reacció del ferro i el brom, perquè aquesta reacció donaria bromur de ferro(III).
El FeBr₂ és un agent reductor feble, com ho són tots els compostos ferrosos.